# Петриенко, Владимир Михайлович
Владимир Михайлович Петриенко (род. 9 марта 1955, Прохладный) — советский и российский шахматист, мастер спорта СССР (1977), международный мастер (1991).

## Биография
Участник отборочного турнира чемпионата СССР.
Участник чемпионатов РСФСР 1977, 1979, 1985 и 1986 гг.
В составе сборной ЦДСА серебряный призёр командного чемпионата СССР 1974 г. (официальное название соревнования — Кубок СССР), в составе сборной ДСО «Спартак» участник командного чемпионата СССР 1984 г. (официальное название соревнования — Кубок СССР среди сборных ДСО и ведомств).
В составе второй сборной РСФСР участник командного чемпионата СССР 1981 г.
Участник командных чемпионатов России 1994 и 1995 гг.
Победитель чемпионата Европы среди железнодорожников 1988 г.
Победитель опен-турниров в Глоговце (1994 г.) и Прешове (1999 г.), международного турнира в Сомбатхее (2004 г.).
В 1986 г. окончил Воронежский ГИФК.
Занимается тренерской работой. Самая известная воспитанница — гроссмейстер Е. В. Мещерякова, чемпионка России среди девушек до 16 лет (2001 г.), чемпионка Европы по рапиду среди девушек до 18 лет (2002 г.).
Занимал пост председателя комиссии по женским шахматам Московской областной шахматной федерации.

## Основные спортивные результаты
| Год  | Город         | Соревнование                                            | + | − | = | Результат | Место         |
| ---- | ------------- | ------------------------------------------------------- | - | - | - | --------- | ------------- |
| 1974 | Москва        | Командный чемпионат СССР (ЦДСА, 6-я доска)              | 2 | 3 | 4 | 4 из 9    | Команда — 2-я |
| 1977 | Волгоград     | Чемпионат РСФСР                                         |   |   |   |           | [ 18 ]        |
| 1979 | Свердловск    | Чемпионат РСФСР                                         |   |   |   |           | [ 19 ]        |
| 1981 | Москва        | Командный чемпионат СССР (2-я сборная РСФСР, ?-я доска) |   |   |   |           |               |
| 1984 | Киев          | Командный чемпионат СССР (ДСО «Спартак», 4-я доска)     | 1 | 1 | 4 | 3 из 6    |               |
| 1985 | Свердловск    | Чемпионат РСФСР                                         |   |   |   |           | [ 20 ]        |
| 1986 | Пинск         | Отборочный турнир 54-го чемпионата СССР                 | 3 | 3 | 5 | 5½ из 11  | 16—19         |
|      | Смоленск      | Чемпионат РСФСР                                         |   |   |   |           | [ 23 ]        |
| 1987 | Воронеж       | Мемориал А. А. Котова                                   | 3 | 2 | 7 | 6½ из 12  | 5—6           |
| 1988 |               | Чемпионат Европы среди железнодорожников                |   |   |   |           | 1             |
| 1994 | Колонтаево    | Командный чемпионат России                              | 1 | 3 | 4 | 3 из 8    |               |
|      | Порц          | Опен-турнир                                             | 5 | 0 | 4 | 7 из 9    | 4—7           |
|      | Карвина       | Опен-турнир                                             |   |   |   | 6 из 9    | 4—6           |
|      | Глоговец      | Опен-турнир                                             |   |   |   | 7 из 9    | 1             |
|      | Фридек-Мистек | Международный турнир                                    |   |   |   | 5½ из 9   | 3             |
| 1995 | Казань        | Командный чемпионат России                              |   |   |   |           |               |
| 1999 | Прешов        | Опен-турнир                                             | 5 | 0 | 4 | 7 из 9    | 1—3           |
| 2004 | Сомбатхей     | Международный турнир                                    | 4 | 0 | 5 | 6½ из 9   | 1             |
|      | Пакш          | Мемориал Д. Маркса                                      | 3 | 3 | 5 | 5½ из 11  | 7             |